# Valentin Samuel Boșneac
DR. Valentin Samuel Boșneac (n. 8 februarie 1957) este un fost deputat român în Parlamentul României în legislatura 2004-2008, ales pe listele PNL. Valentin Samuel Boșneac a fost validat ca deputat pe data de 13 decembrie 2006 și l-a înlocuit pe deputatul Viorel Racoceanu. În cadrul activității sale parlamentare, Valentin Samuel Boșneac a fost membru în grupurile parlamentare de prietenie cu India și Regatul Unit al Marii Britanii și Irlandei de Nord.
Valentin Samuel Boșneac este fondator al Fundației HUMANITAS PRO DEO și actual Consilier Județean Caraș Severin din partea PSD. 